# Association de hockey amateur du Canada
Pour les articles homonymes, voir AHA.
L'Association de hockey amateur du Canada (AHA) du Canada est une ligue amateur de hockey sur glace fondée en 1886 et qui met en place un championnat de 1888 à 1898. La Coupe Stanley prend son origine dans cette ligue. L'Association est remplacée en 1898 par la Ligue canadienne de hockey amateur.

## Naissance de l'AHA
L'association est créée le 8 décembre 1886, à l'occasion d'une rencontre entre plusieurs représentants de clubs de hockey à Montréal au Victoria Skating Rink. En ces temps, le hockey était totalement différent du hockey d'aujourd'hui et les règles de l'AHA précisaient qu'il y avait six joueurs plus le gardien de chaque côté — deux défenseurs, deux ailiers, un centre et enfin, un rover — et que les matchs se déroulaient en deux fois trente minutes.

## Les équipes
En gras est marquée l'équipe gagnant la Coupe Stanley
- 1892-1893 : AAA de Montréal, Crystals de Montréal, Victorias de Montréal, Club de hockey d'Ottawa et Bulldogs de Québec
- 1893-1894 : AAA de Montréal, Crystals de Montréal, Victorias de Montréal, Club de hockey d'Ottawa et Bulldogs de Québec
- 1894-1895 : AAA de Montréal, Crystals de Montréal, Victorias de Montréal, Club de hockey d'Ottawa et Bulldogs de Québec
- 1895-1896 : AAA de Montréal, Shamrocks de Montréal, Victorias de Montréal (décembre 1895), Club de hockey d'Ottawa et Bulldogs de Québec
- 1896-1897 : AAA de Montréal, Shamrocks de Montréal, Victorias de Montréal, Club de hockey d'Ottawa et Bulldogs de Québec
- 1897-1898 : AAA de Montréal, Shamrocks de Montréal, Victorias de Montréal, Club de hockey d'Ottawa et Bulldogs de Québec